# Ульский
Ульский — посёлок в Шовгеновском муниципальном районе Республики Адыгея России.
Входит в состав Заревского сельского поселения.

## Население
| 2002 | 2010 | 2013 | 2014 | 2015 | 2016 | 2017 |
| ---- | ---- | ---- | ---- | ---- | ---- | ---- |
| 168  | ↘147 | ↗149 | →149 | ↘137 | ↘130 | ↘123 |
| 2018 | 2019 | 2020 | 2021 | 2023 | 2024 |      |
| →123 | ↘121 | ↘119 | ↗137 | →137 | ↘136 |      |

## Улицы
- Парковая,
- Северная,
- Центральная.